# 弧狀雲

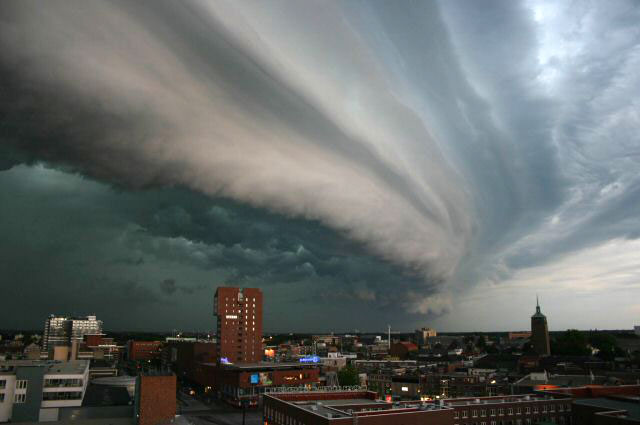
出現在荷蘭的灘雲

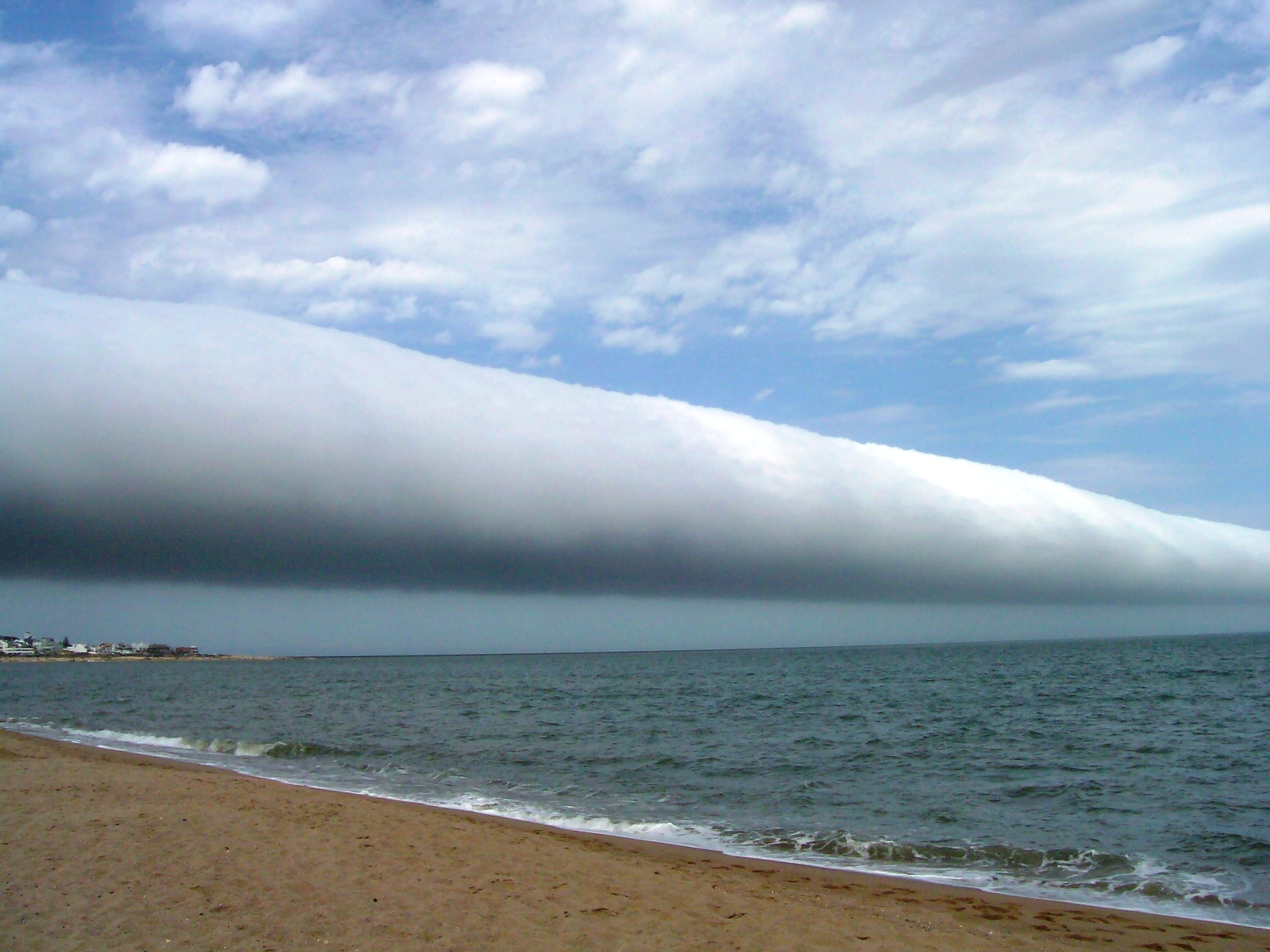
出現在烏拉圭的捲軸雲

弧狀雲（arcus cloud），是一種罕見的雲層。通常會形成於冷鋒之前緣，一旦寒冷的氣流擴展開來，會推升前方的暖空氣，氣流有時會沿著水平軸方向流動。弧狀雲又可分為捲軸雲（Roll clouds）和灘雲（Shelf clouds）。灘雲有時會造成龍捲風。

## 捲軸雲
捲軸雲是一種低空，管狀，相當稀有的弧狀雲。與灘雲不同，捲軸雲完全與其它的雲特徵分開。捲軸雲通常看起來似乎是繞著一根水平軸滾動，是一種孤波，稱為孤子。這是一種只有單獨波鋒的波，移動時不會改變速度或形狀。

## 關聯項目
- 晨輝

## 外部連結
- （英文）Meteorological Service of Canada. . Environment Canada. December 19, 2002  [2008-06-22]. （原始内容存档于2006年6月20日）.
- （英文） Roll Cloud vs. Shelf Cloud
- （英文） Pictures （页面存档备份，存于） by Scott F. Blair
- （英文） Gustnado and Spectacular Shelf Cloud Chase" by Ben Quinn
- （英文） Photographs （页面存档备份，存于）
- （英文） Astronomy Picture of the Day Archive （页面存档备份，存于）